# Supersuckers
The Supersuckers is een Amerikaanse rock band uit Tucson, Arizona. Hun muziek wordt onder andere ingedeeld bij de punkrock en de garagerock. Ze gebruiken veel invloeden uit de countrymuziek en hebben zelfs een heel countryalbum uitgebracht: Must've Been High. Ze spelen soms shows met alleen country.
Ze noemen zichzelf ook wel "The Greatest Rock 'n' Roll Band in the World".

## Discografie
- The Songs All Sound the Same — 1992, eMpty Records (singles collection)
- The Smoke of Hell — 1992, Sub Pop
- Good Livin' Platter-1993. Opgenomen als Junkyard Dogs.
- La Mano Cornuda — 1994, Sub Pop
- The Sacrilicious Sounds of the Supersuckers — 1995, Sub Pop
- Must've Been High — 1997, Sub-Pop (country)
- How the Supersuckers Became the Greatest Rock and Roll Band in the World — 1999, Sub Pop
- The Evil Powers of Rock 'N' Roll — 1999, KOCH
- Must've Been Live — 2002, Mid-Fi (live) (country)
- Splitsville 1 — 2002 (split met Electric Frankenstein)
- Motherfuckers Be Trippin' — 2003, Mid-Fi
- Live at the Magic Bag — 2004, Mid-Fi (live)
- Live at the Tractor Tavern — 2004, Mid-Fi (live) (country)
- Devil's Food — 2005, Mid-Fi (singles collection)
- Paid — 2006
- Live at the Whole Foods Market Digital Download; 2007
- Get It Together — 2008
- Split EP - 2009 (split met Paceshifters)